# Tatsuya Oishi
Tatsuya Oishi (尾石 達也, Oishi Tatsuya) nacido el 28 de marzo de 1970, es un director, guionista y dibujante de guiones gráficos japonés. Oishi comenzó su carrera en el estudio Junio como animador, pero ganó fama por su trabajo junto a los directores Akiyuki Shinbo y Shin Oonuma en el estudio Shaft, donde dirigió la serie de televisión Bakemonogatari y su trilogía cinematográfica precuela, Kizumonogatari.

## Biografía
Oishi comenzó a trabajar para la empresa subcontratista Studio Junio en 1991, donde principalmente ejerció como animador intermedio y animador clave. Sin embargo, en un plazo de al menos dos años, se trasladó a Gainax, donde principalmente trabajó como subcontratista para estudios como Sunrise. A partir de 1996, realizó principalmente trabajos de animación subcontratados con Shaft y Toei Animation. En 2002, realizó sus primeros trabajos como director de episodios y guionista en Cyborg 009: The Cyborg Soldier.
En 2004, Oishi, Shin Oonuma y Akiyuki Shinbo se hicieron conocidos como el "Equipo Shinbo" por su trabajo con Shaft luego de que Shinbo invitase a ambos a la compañía. El "Equipo Shinbo" fue aquel que definió el estilo único de arte visual y el método de narración por los que el estudio se hizo conocido. Hizo su debut como director de series con Bakemonogatari de Nisio Isin en 2009, la cual codirigió con Shinbo. Oishi se unió al proyecto por petición de Shinbo, quien creía que el uso de los colores y las inserciones de letras kanji de Oishi serían beneficiosos estilísticamente para la serie. Oishi se unió tarde al proyecto y describió que, para cuando se unió a éste, las órdenes de los guiones gráficos de los primeros 5 episodios ya estaban completadas. Tras su estreno, la serie fue reconocida como una serie de culto, y ha sido descrita como la serie que dio el empujón a Shaft para su salto a la fama.
Con el éxito de Bakemonogatari, el estudio anunció que adaptaría la siguiente novela de la serie Monogatari, Kizumonogatari, y que Oishi junto a Shinbo repetirían su papel como directores; en 2011, se anunció esta que sería adaptada como una película. Sin embargo, la producción de la película sufrió retrasos, ya que pasaron 4 años sin actualizaciones respecto al progreso de esta, y no fue hasta 2015 que se anunció que la película sería una trilogía cinematográfica a estrenar en 2016 y 2017. La recepción de las películas fue muy positiva, con Nick Creamer afirmando que la primera película fue "una experiencia impresionante", y llamó a la segunda película "única en su clase".
Los directores de animación en jefe de Kizumonogatari, Hideyuki Morioka e Hiroki Yamamura, y los directores de unidad, Toshimasa Suzuki y Yukihiro Miyamoto, comentaron sobre la habilidad de Oishi para crear guiones gráficos únicos y completamente elaborados; Suzuki comentó sobre el aspecto particular del sentido del ritmo de Oishi y su contraste entre Kizumonogatari y el anterior Bakemonogatari.

## Estilo
Bajo la dirección de Shinbo, el estilo de Oishi toma elementos derivados del estilo de Shinbo como propios, como el uso de personajes sin rostro en segundo plano, también conocidos como "multitud". Shinbo hacía que estos personajes fueran no tuvieran rostro, o simplemente no los incluía, pero Oishi agregaba patrones florales, su nombre y otros textos en kanji encima de estos personajes sin rostro, lo cual Shinbo comentó como algo "sorprendentemente interesante". Con el cambio de lo analógico a lo digital a principios y mediados de los años 2000, Shinbo notó que el talento de Oishi pudo florecer debido a las libertades que ofrecía el entorno digital para crear y cambiar colores. Mientras trabajaba en Pani Poni Dash, Oishi intentó experimentar con referencias a otros medios, y en uno de sus episodios intentó hacer referencia a un dibujo del padre de Bakanon de Tensai Bakabon, creado por Fujio Akatsuka. Sin embargo, fue reprendido por incluirlo y le dijeron que podría ser borrado. A pesar de eso, Oishi sugirió cambiar los dibujos por flores, lo cual finalmente se mantuvo. Oishi mencionó que creció con las obras de Osamu Tezuka, que a veces hacía referencias o tomaba prestados dibujos de otras obras, y cuestionó por qué se permitía en las obras de Tezuka, pero a él no se le permitía hacer lo mismo. Mientras el director de la serie Pani Poni Dash, Shin Oonuma, trabajaba en conjunto con el resto del equipo en crear referencias, parodias y mejores obras, Oishi comentó que él trabajaba más solo y apartado del equipo de Oonuma. En lugar de incluir cosas que sugería el equipo de Oonuma, Oishi se centraba más en complacerse a sí mismo y solo incluía lo que le gustaba en sus episodios, como referencias a GeGeGe no Kitarō. Oishi experimentó con colores altamente saturados, entornos de fondo en 3DCG y las interacciones entre personajes animados en 2D y modelos en 3D. Al igual que el deseo de Shinbo de crear "buenas imágenes" en sus obras, Oishi pone un énfasis particular en crear imágenes que él considera las mejores que puede lograr.
Oishi también se ha vuelto particularmente conocido por su uso del texto en pantalla, estilo con el cual Oishi contribuyó en la constitución del estilo artístico único de Shaft, que se originó en las secuencias de apertura de Pani Poni Dash. Sin embargo, en medio de los propios episodios, la aparición inicial de texto en pantalla tal como aparece en las series de Shaft, aparte de los episodios o series dirigidos por Oishi, proviene del episodio 2 de Hidamari Sketch, en el que utilizó kanji para puntuar o enfatizar líneas de diálogo con fines cómicos, juegos de palabras, y así sucesivamente. Más tarde, Shinbo le pidió a Oishi que fuera el director de la serie Bakemonogatari con la intención de visualizar las propias palabras, en lo cual Oishi había demostrado ser bueno. Sin embargo, a medida que Oishi experimentaba más con el texto en pantalla y su uso era incorporado por otros directores de Shaft, Oishi también lo incorporó cada vez más.

## Trabajos

### Películas
| Año  | Título                       | Director(es)                 | Estudio | Roles                                                    | ref.          |
| ---- | ---------------------------- | ---------------------------- | ------- | -------------------------------------------------------- | ------------- |
| 2016 | Kizumonogatari I: Tekketsu   | Akiyuki Shinbo Tatsuya Oishi | Shaft   | Director Artista del guion gráfico Director de la unidad | [ 9 ] [ 22 ]  |
| 2016 | Kizumonogatari II: Nekketsu  | Akiyuki Shinbo Tatsuya Oishi | Shaft   | Director Artista del guion gráfico                       | [ 23 ] [ 24 ] |
| 2017 | Kizumonogatari III: Reiketsu | Akiyuki Shinbo Tatsuya Oishi | Shaft   | Director Artista del guion gráfico                       | [ 23 ] [ 25 ] |

### Premios y nominaciones
| Año  | Premios                    | Categorías                  | Trabajos                     | Resultado  | ref.   |
| ---- | -------------------------- | --------------------------- | ---------------------------- | ---------- | ------ |
| 2016 | Newtype                    | Mejor Fotografía (Película) | Kizumonogatari I: Nekketsu   | Subcampeón | [ 26 ] |
| 2017 | Tokyo Anime Award Festival | Mejor Anime de 2009         | Bakemonogatari               | Ganador    | [ 27 ] |
| 2018 | Crunchyroll Anime Awards   | Mejor película              | Kizumonogatari III: Reiketsu | Nominado   | [ 28 ] |